# Sásd

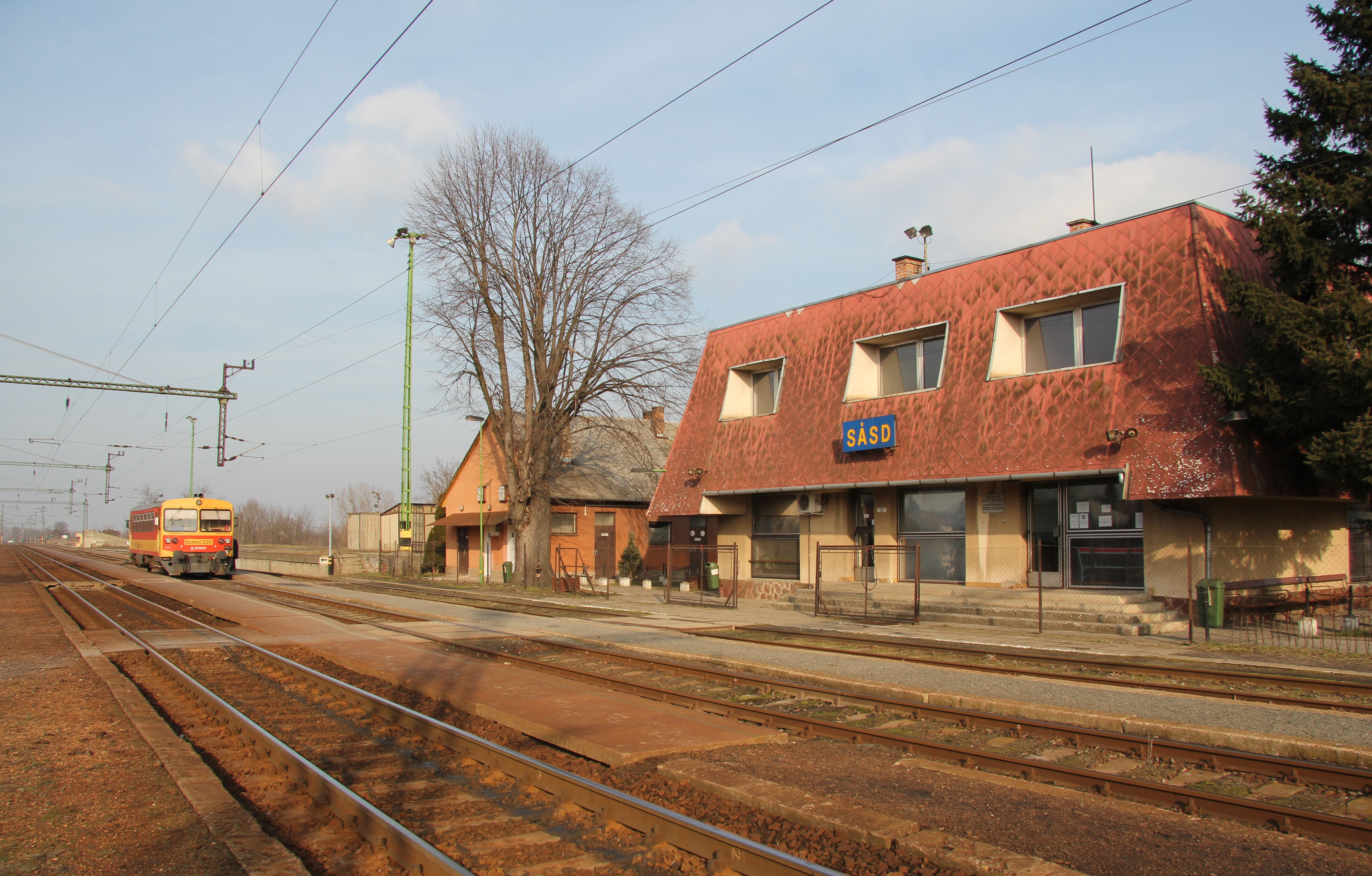
Järnvägsstationen i Sásd.

Sásd är en mindre stad i Ungern. 